# 夸克禁閉

當通量管被拉到足夠長度之時，在能量方面，從真空製成一個夸克-反夸克對會比一味地增加通量管長度更為有利，這時，通量管會斷裂，形成一個夸克-反夸克對。

一个上了颜色的夸克禁闭说明动画。夸克获得能量，胶子管伸长，直到它到达使胶子管“对齐”的点后，断开并形成一个夸克-反夸克对。

夸克禁闭（quark confinement），也称为色禁閉（color confinement），是一种量子場論的现象，描述单独的夸克在低能量的环境中无法存在。由于强相互作用力，带色荷的夸克被限制和其他夸克在一起（两个或三个组成一个粒子），使得总色荷为零。夸克之间的作用力随着距离的增加而增加，因此而不能发现单独存在的夸克。

## 产生
夸克是在宇宙产生10−10秒后产生的，那时宇宙的温度已经下降到低于100GeV，这是产生成对的W和Z粒子的门槛。从那个时候起，W和Z粒子只有在粒子间弱相互作用的情况下会短暂而瞬间的出现并消失，而不会长期存在。宇宙诞生后约10−6~10−3秒之间，其温度降到夸克不再有足够的能量自由漫游的程度，而是两个或三个约束在一起。宇宙诞生大约1微秒后，可用能量低于几百TeV，夸克和反夸克凝聚成重子和反重子。夸克等离子阶段在宇宙起源10−4秒后就结束了。

## 相關
- 楊-米爾斯場論